# Bloška kavla
Bloška kavla, imenovana tudi kavra ali trojka je tradicionalna slovenska jed, ki se je v preteklosti pripravljala od jeseni do pomladi. Gre za gosto enolončnico, ki se je stregla kot samostojna jed, sestavljena pa je bila iz prepražene čebule, kolerabe, na kocke narezanega krompirja, korenja in fižola v zrnju. Zabeljena je bila z ocvirki, v bolj premožnih družinah pa se je v njej skuhalo tudi suho meso.